# 鳔冠花属
鳔冠花属（学名：Cystacanthus）是爵床科下的一个属，为灌木或草本植物。该属共有约10种，分布于亚洲东南部。
现并入火焰花属（Phlogacanthus Nees）。